# Col de Jambaz
Der Col de Jambaz ist ein 1028 Meter hoher französischer Gebirgspass in den Savoyer Voralpen. Er befindet sich in der Region Auvergne-Rhône-Alpes im Département Haute-Savoie und verbindet über die D26 die Gemeinde Mégevette im Süden mit Bellevaux im Norden.

## Streckenführung
Die Südauffahrt führt von Saint-Jeoire über Onnion und Mégevette auf die Passhöhe. Dabei folgt die Straße dem Risse stromaufwärts. Die ersten 4,5 Kilometer steigen mit rund 5 % an, ehe ein etwa sechs Kilometer langes Flachstück folgt. Bei Chauméty beginnt die Straße erneut stärker anzusteigen und führt für die letzten drei Kilometer mit rund 5 % gerade aus zum höchsten Punkt. Insgesamt liegt die durchschnittliche Steigung des 13,4 Kilometer langen Anstiegs bei 3,3 %.
Die Nordauffahrt über die D26 beginnt in Thonon-les-Bains am Genfersee. Anschließend folgt die Straße der Dranse stromaufwärts und führt über Armoy, Reyvroz, Vailly und Bellevaux auf die Passhöhe. Wie die Südseite beinhaltet auch die Nordseite ein langes Flachstück. Zunächst führt die Straße über 6,5 Kilometer für rund 4 % im Schnitt bis Armoy, ehe ein 10,5 Kilometer langes Plateau folgt, auf dem kaum an Höhe gewonnen wird. Kurz nach Le Lavouet beginnt die Straße wieder zu steigen und führt über die verbleibenden 6,5 Kilometer bei etwa 4 % auf die Passhöhe. Insgesamt ist der Anstieg 23,5 Kilometer lang und weist eine durchschnittliche Steigung von 2,5 % auf.
Neben der D26 kann der Col de Jambaz auch über die D32 aus westlicher Richtung erreicht werden. 

## Radsport
Im Rahmen der Tour de France wurde bis ins Jahr 2022 nie eine Bergwertung auf dem Col de Jambaz abgenommen. Auf der 10. Etappe wurde der Anstieg von Thonon-les-Bains aus über die Nordseite befahren und war als Anstieg der 3. Kategorie klassifiziert. Die Organisation der Tour de France geben den Anstieg mit einer Länge von 6,7 Kilometern bei einer Steigung von 3,8 % im Schnitt an.
Im Jahr 1970 überquerte das größte Radrennen der Welt zwar den Col de Jambaz, die Bergwertung wurde jedoch im höher gelegenen Ort Les Mouilles in der Gemeinde Bellevaux auf der D32 abgenommen. Bei der Tour de France 2023 wurde der Pass ohne Bergwertung auf der 14. Etappe überquert.
| Jahr | Etappe     | Bergwertung  | Fahrer         | Auffahrt |
| ---- | ---------- | ------------ | -------------- | -------- |
| 2022 | 10. Etappe | 3. Kategorie | Pierre Rolland | Nord     |